# 安康站 (陕西省)
安康站是位于中国陕西省安康市的一个铁路车站，有襄渝铁路、西康铁路、阳安铁路经过该站。目前为中国铁路西安局集团安康车务段管辖的一等站，客运办理旅客乘降以及行李、包裹托运，货运仅办理专用线、专用铁道整车货物发到。

## 历史

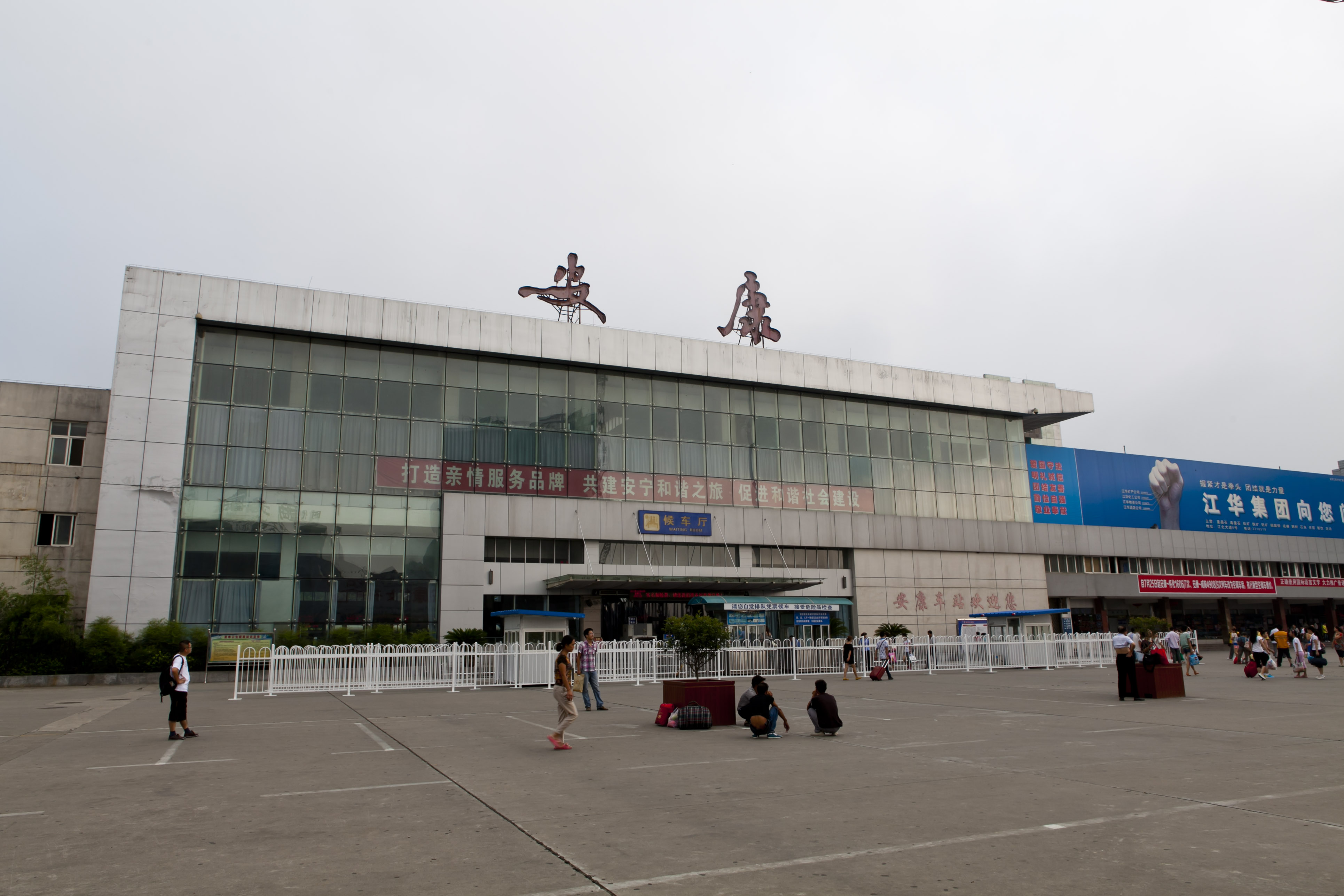
车站站房（2012年）

车站建于1972年，1975年开始临时运营，1978年6月1日正式建成运营，当时设有2座站台、5条股道，站房面积1630平方米。车站在经过1980-1985年扩建后站场股道增加至7条。1988年车站重建站房，1991年10月27日建成投用。
2020年10月11日，西康铁路首次开行西安与安康间直达动车组列车，由复兴号CR200J承运，两地通行时间压缩到了1小时59分钟，这是安康站首次通行动车组列车。

## 车站结构

### 站房

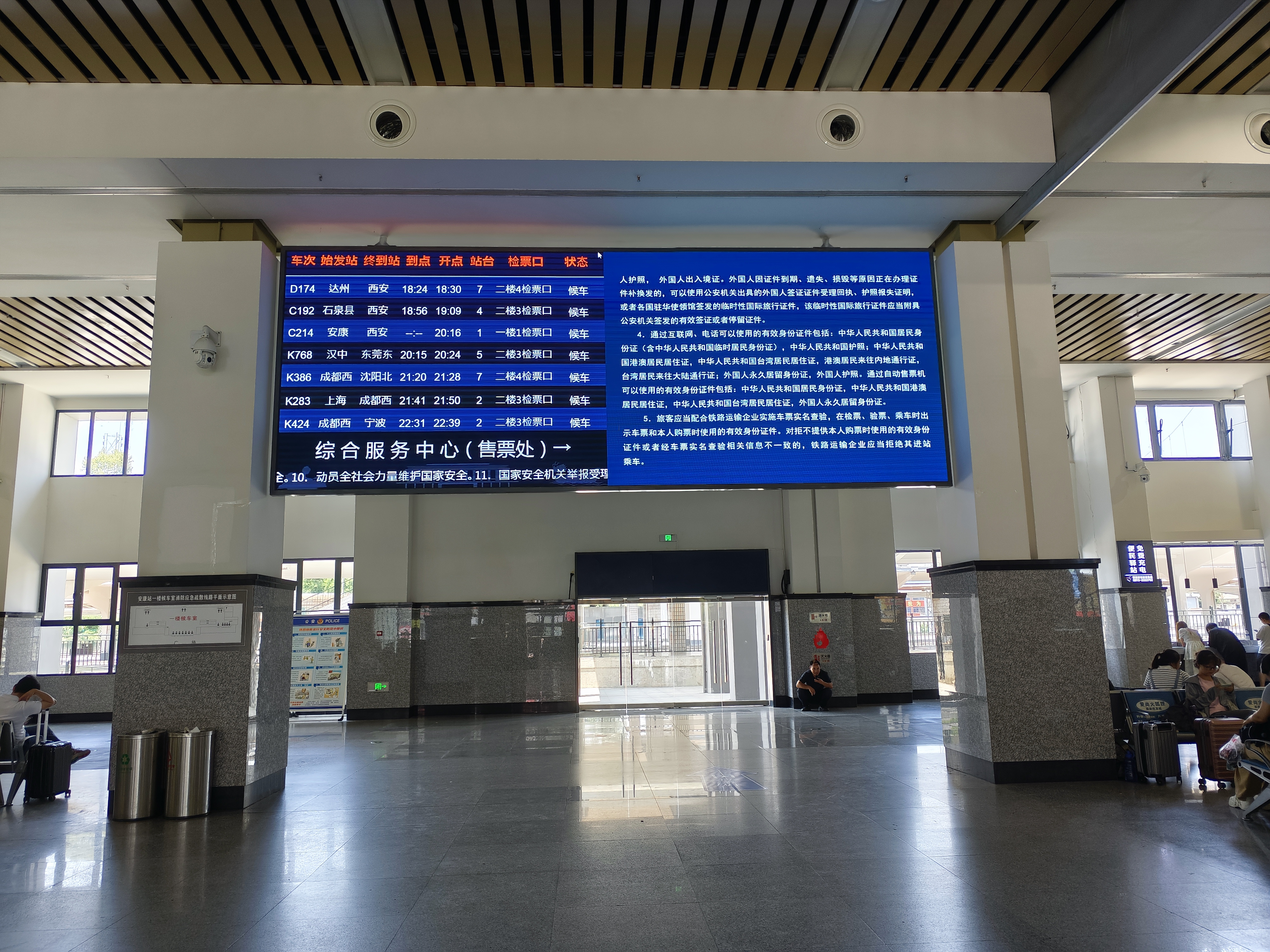
站房候车室内

安康站目前使用的站房于1991年投入使用，2006年曾被翻修扩建。站房面积5522平方米，其中主楼面积4606平方米。站房外立面以扬帆起航的轮船为设计意向，并由玻璃幕墙装饰。内部分为上下两层，设有4个普通候车室及军人、母婴候车室，共设有1300个候车座椅、15条检票通道，高峰期可同时容纳旅客1.6万人。

### 站场

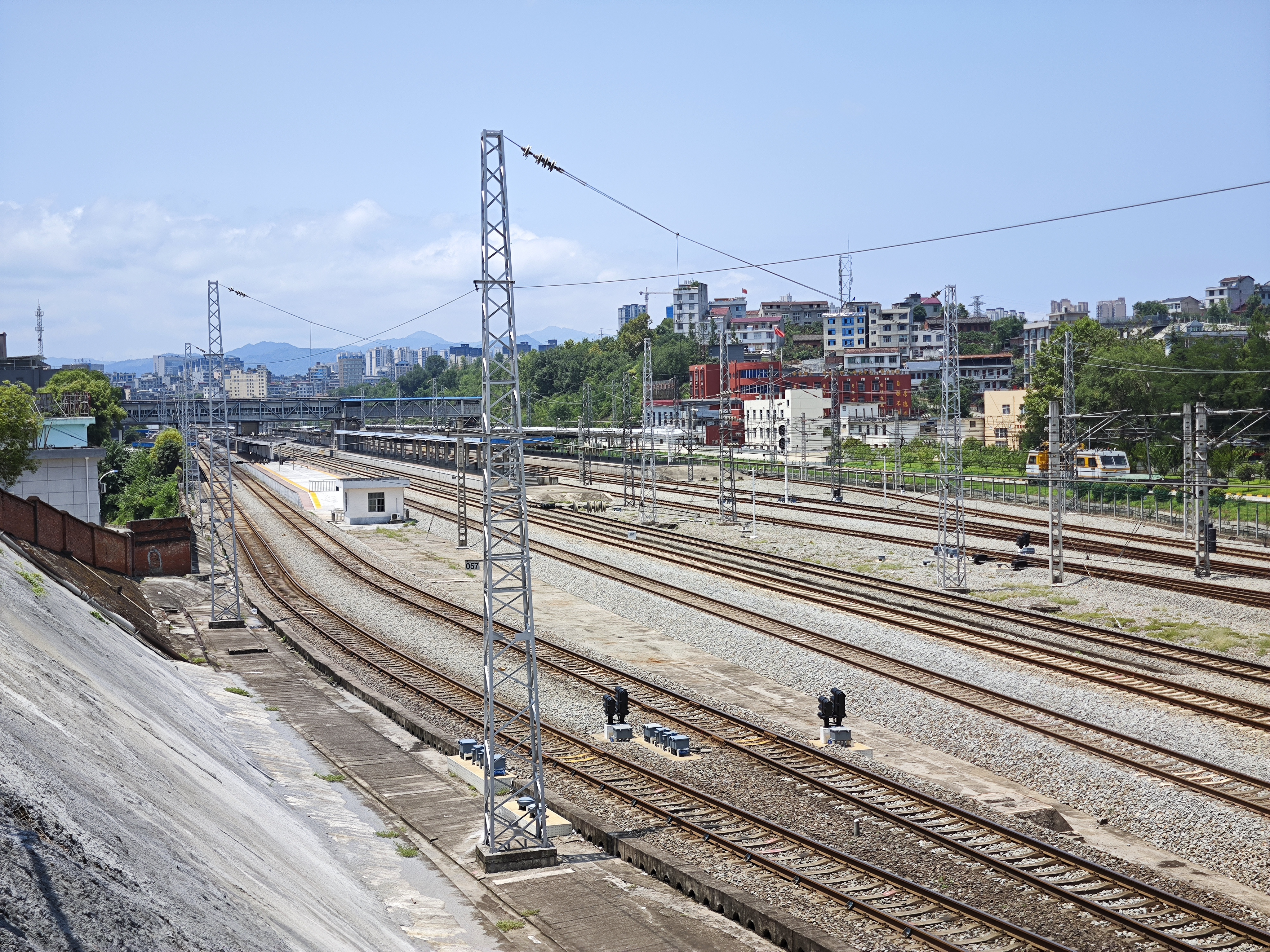
从东侧俯瞰车站站场

安康站原设有7条股道和3座旅客站台，阳安二线建设时增加一座旅客站台。站场东北侧和东南侧分别为客机折返段和客车技术整备所。而西康二线建设过程中在施工部门在安康枢纽新建客车和货车外绕线，货车外绕线于车站北侧经过；客车外绕线则在安康东站北侧通过，于2013年建成。2018年又建成西康直通线，使得西康线不再和襄渝线于安康枢纽内并线运行。